# إيغور بيلانوف
إيغور بيلانوف (بالأوكرانية: Бєланов Ігор Іванович)‏ ، من مواليد 25 سبتمبر 1960 ، لاعب كرة قدم سوفيتي أوكراني سابق. لعب مع منتخب الاتحاد السوفيتي لكرة القدم.

## روابط خارجية
- إيغور بيلانوف على موقع الاتحاد الدولي (مؤرشف)  (الإنجليزية)
- إيغور بيلانوف على موقع الاتحاد الأوربي (الإنجليزية)
- إيغور بيلانوف على موقع اتحاد أوكرانيا (الإنجليزية)
- إيغور بيلانوف على موقع قاعدة بيانات كرة القدم.إي يو (الإنجليزية)
- إيغور بيلانوف على موقع بيانات كرة القدم. دي إي (الألمانية)
- إيغور بيلانوف على موقع ناشيونال فوتبول تيمز (الإنجليزية)
- إيغور بيلانوف على موقع Soccerway.com (الإنجليزية)
- إيغور بيلانوف على موقع عالم كرة القدم.نت (الإنجليزية)